# 兰蒂瓜
兰蒂瓜，是西班牙卡斯蒂利亚-莱昂莱昂省的一个市镇。总面积55平方公里，2001年普查人口總數為595人，人口密度為每平方公里11人。